# Benzonitril
Benzonitrilul este un compus organic cu formula chimică C6H5(CN). Este un compus aromatic, lichid și incolor, cu un miros de migdale. A fost sintetizat pentru prima oară de către Hermann von Fehling în 1844, prin încălzirea benzoatului de amoniu.

## Obținere
Benzonitrilul este obținut în urma reacției de amonoxidare a toluenului, reacție care se realizează cu amoniac și oxigen la temperaturi cuprinse între 400 și 450 °C:
{\displaystyle {\ce {C6H5CH3 + 3/2O2 + NH3 -> C6H5CN + 3H2O}}}
La nivel de laborator, poate fi preparat în urma reacției de deshidratare a benzamidei sau prin reacția Rosenmund-von Braun utilizând cianură cuproasă sau cianură de sodiu în dimetilsulfoxid (NaCN/DMSO) și bromobenzen.

## Proprietăți
Benzonitrilul este utilizat ca solvent și este un precursor pentru mulți compuși. Reacționează cu aminele dând benzamide N-substitute, după hidroliză.